# Setter anglais
Le setter anglais (aussi appelé setter laverack) est une race de chien de chasse d'origine britannique. C'est un setter de taille moyenne, à la robe blanche truitée de marron, orange, citron, noir et tricolore. Le programme de sélection de la race débute au début du XIXe siècle. Le setter anglais est le chien d'arrêt le plus utilisé en France.

## Historique

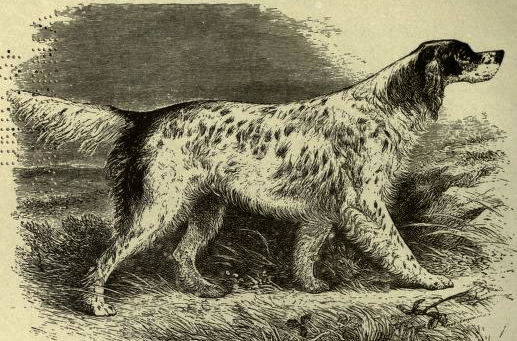
Setter anglais « Countess » élevé par Laverack puis possédé/manipulé par Llewellin. Le premier chien de chasse Double Champion.

Il est probable que les setters descendent de l'ancien épagneul, également appelé braque des cailles ou chien d'oysel.
Ce n'est qu'en 1825 qu'Edward Laverack commence un programme d'élevage sélectif pour stabiliser le type des setters en Angleterre. L'éleveur Purcell Llewellin lui succède et continue le travail pour développer la race dont la performance serait aussi bonne dans les champs que dans les concours[réf. nécessaire].
La race est fixée en Angleterre par Edward Laverack (né en 1798 et mort en 1877) vers 1860. Il est arrivé en France vers 1880, avec la conformité de standard actuellement cultivée sur le continent européen. Le setter anglais est la race de chiens d’arrêt la plus utilisée en France (en 2009, 6 655 naissances, 6268 inscriptions provisoires au LOF et 2606 confirmations) et représente plus de la moitié des effectifs des épreuves de sélection en field-trial. En France, le cheptel est géré par le Club du Setter Anglais.
La beauté de la race est très appréciée et certains éleveurs, notamment en Angleterre, ont formé des lignées d'exposition fondées sur les qualités esthétiques de la race et des lignées de chasse fondés sur les qualités cynégétiques.

## Standard

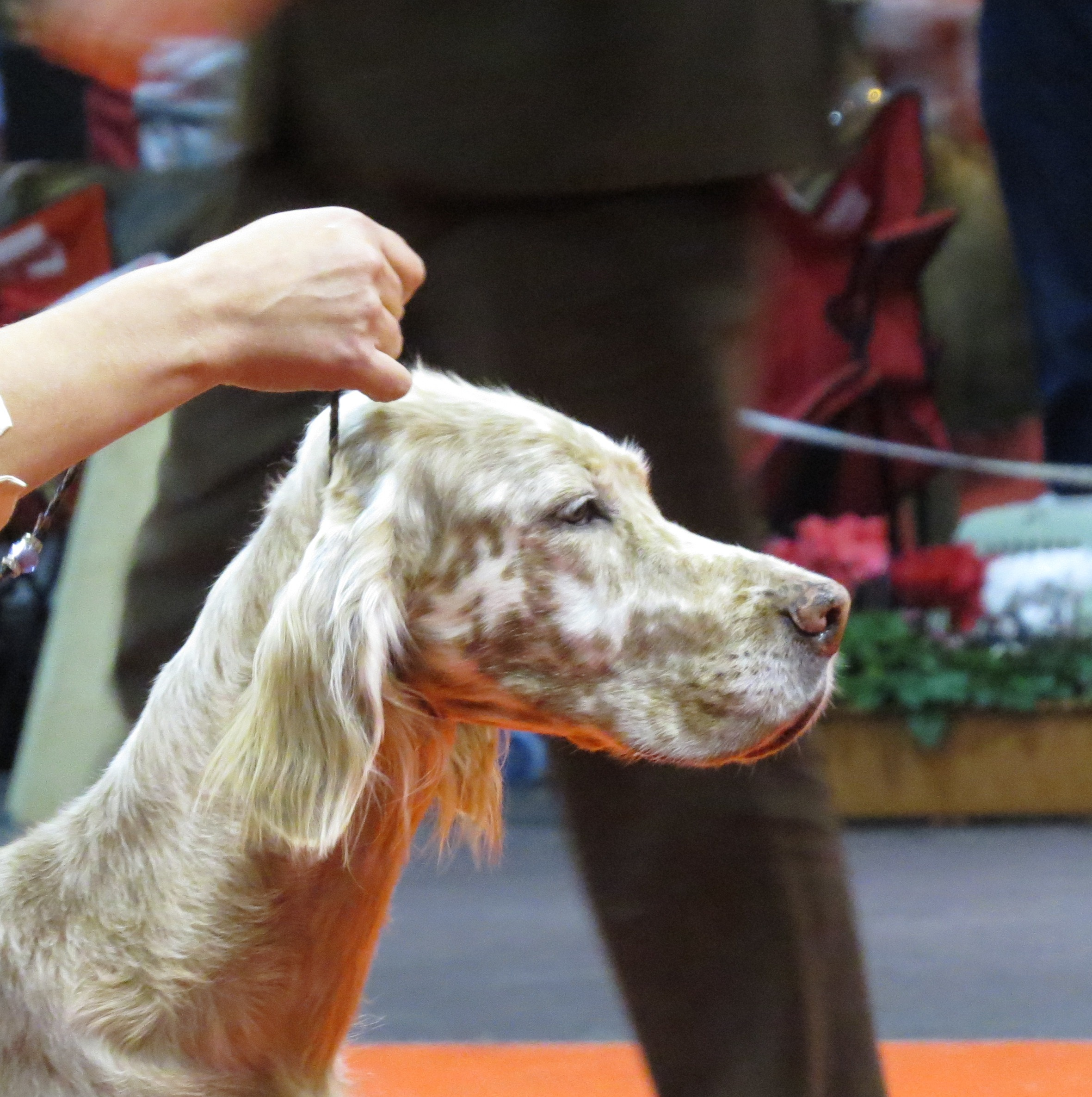
Profil d'un setter anglais, gagnant d'une exposition canine à Riga.

Le setter anglais est un chien d'arrêt de taille moyenne, compact et bien charpenté, harmonieux. Le setter anglais mesure de 65 à 68 cm pour le mâle et de 61 à 65 cm pour la femelle. La queue s'attache presque au niveau du dos, elle est fournie d'un long poil frangé en drapeau. De longueur moyenne, elle ne dépasse pas le jarret et est portée légèrement incurvée ou en cimeterre. La tête, ni lourde ni légère, est expressive avec des yeux de forme ovale et de couleur noisette à marron foncé. De longueur moyenne et attachées bas, les oreilles tombent contre les joues en formant des plis bien dessinés.
Le pelage est souple et plat frangé aux oreilles, sur la poitrine, les pattes et la queue. Il existe cinq couleurs de robe : le noir et blanc (blue belton), l'orange et blanc (orange belton), citron et blanc (lemon belton), marron et blanc (liver belton) et tricolore.
En 2000  le Club du Setter Anglais français adopte un nouveau standard, celui-ci est non validé et non reconnu par la FCI[réf. nécessaire] :
- Mâles: Max : 62 cm / Min. 58 cm (avec 2 centimètres de tolérance pour le minimum).
- Femelles: Max : 60 cm / Min. 55 cm (avec 2 centimètres de tolérance pour le minimum)[4].
- L'espérance de vie de cette race de chien est d'environ 11 ans[5].

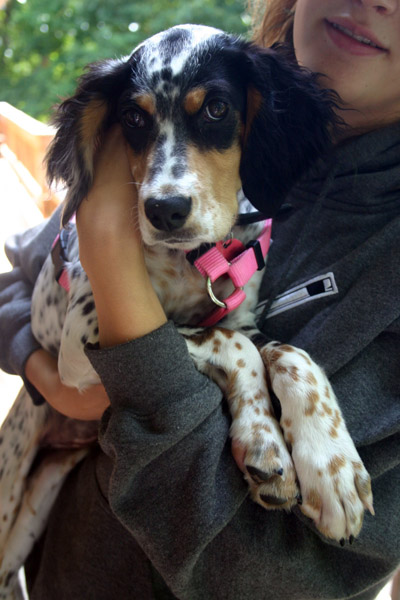
Tricolore.
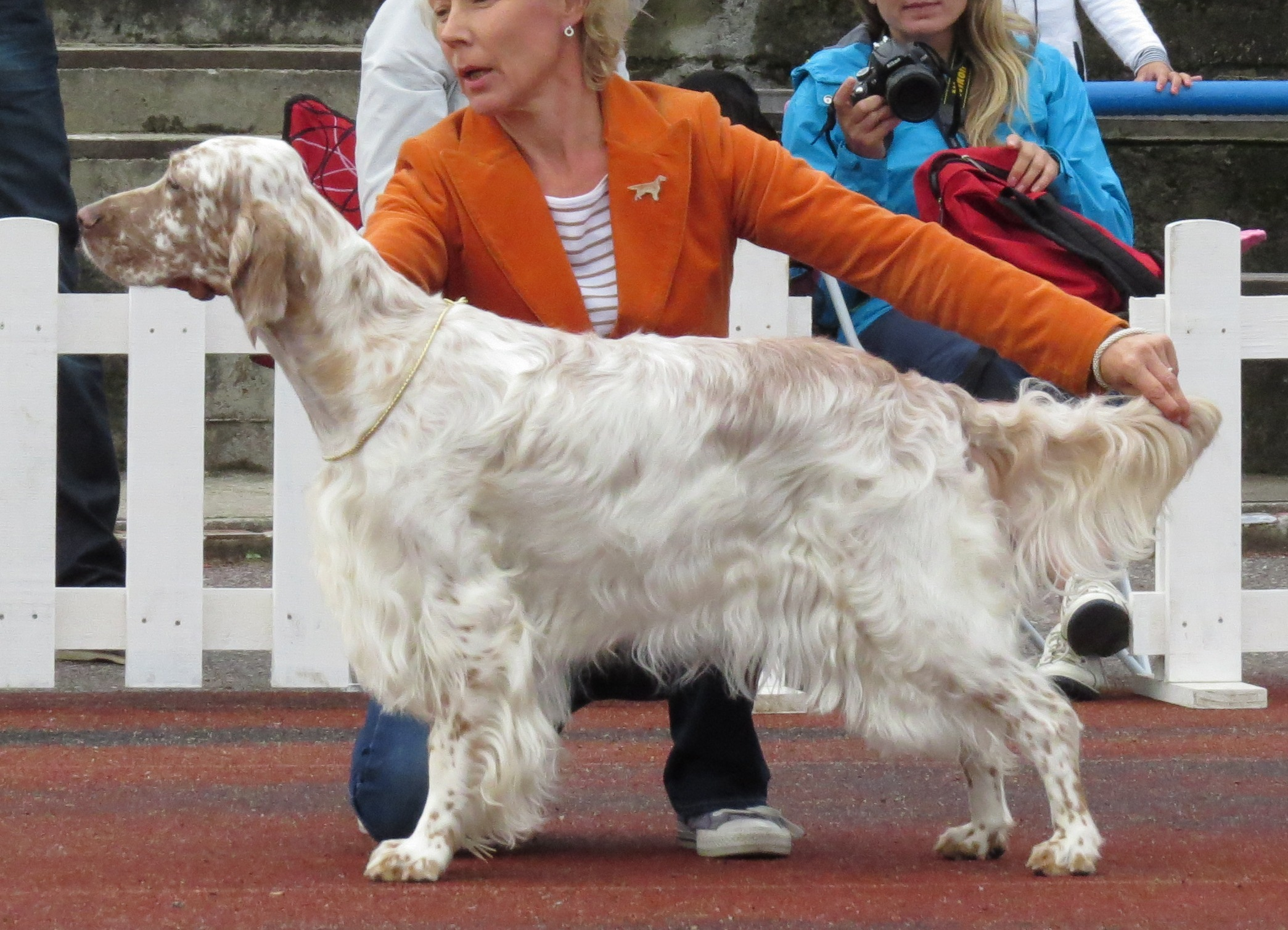
Lemon.
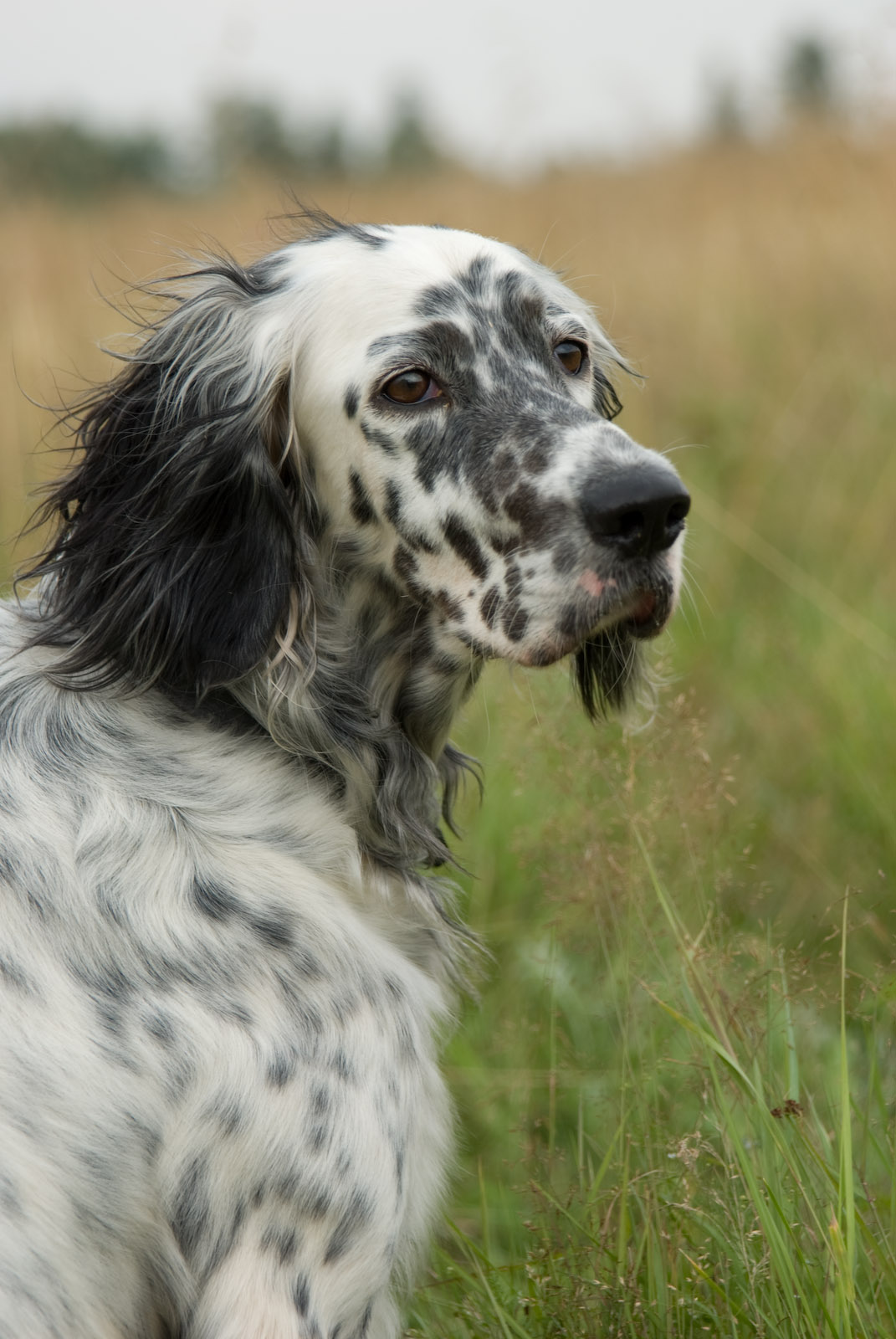
Blue Belton.

## Caractère
Le standard FCI du setter anglais le décrit comme un chien très actif, doué d’un sens aigu de la chasse et extrêmement amical. Il est joyeux, attaché à son maître, bon avec les enfants et les autres chiens. L'éducation doit être rigoureuse et ferme. Le setter anglais peut être méfiant voire craintif si mal socialisé.

## Utilité

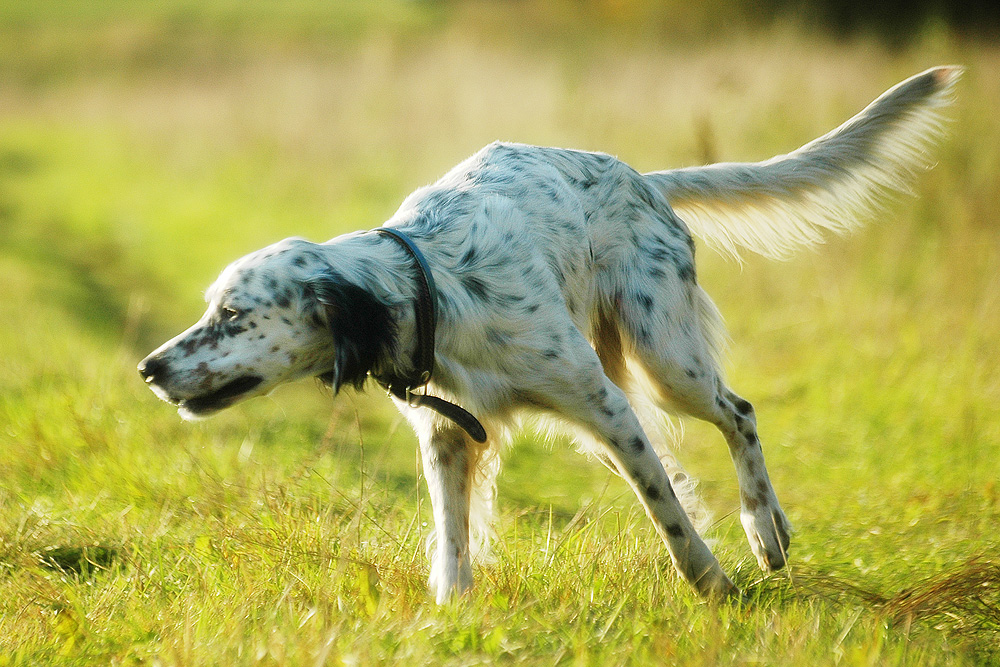
Setter anglais à la chasse.

Le setter anglais est un chien d'arrêt. Le tempérament doux de cette race en fait un chien de compagnie agréable. Sa beauté en fait un chien d'exposition.

## Santé
Le pelage du setter anglais a besoin d'un brossage régulier. Les franges doivent être taillées pour lui donner meilleure allure. Il faut contrôler avec une certaine régularité ses oreilles qui sont son point faible car des corps étrangers s'y logent facilement. Le setter (en général) peut lors de sa croissance (de 6 mois à 2 ans) paraître en sous poids mais c'est juste en apparence.